# Małgorzata Kożuch
Małgorzata Kożuch – polska ekonomistka, doktor habilitowany nauk ekonomicznych, profesor na Uniwersytecie Ekonomicznym w Krakowie, specjalistka od ekonomiki ochrony środowiska oraz ekonomiki przemysłu.

## Kariera naukowa
W 1993 roku została zatrudniona na Uniwersytecie Ekonomicznym w Krakowie, gdzie w 2000 roku na jego Wydziale Ekonomii i Stosunków Międzynarodowych uzyskała stopień doktora nauk ekonomicznych na podstawie rozprawy pt. System finansowania ochrony środowiska w Polsce, której promotorem była Józefa Famielec. W 2014 roku Wydział Finansów i Prawa tej samej uczelni nadał jej stopień doktora habilitowanego nauk ekonomicznych na podstawie pracy pt. Subsydiowanie ochrony środowiska przyrodniczego w gospodarce rynkowej. Doświadczenia Polski.